# Oude Kerk (Dongen)
De Oude Kerk is de hervormde kerk van Dongen. Het gebouw is gelegen aan Kerkstraat 56. Het westelijke deel van de kerk is een ruïne.

## Geschiedenis
Op de betreffende locatie werd een eerste gotische kerkje gebouwd in de 14e eeuw. Het mat 8 bij 15 meter. 
In de 15e eeuw werd op dezelfde plaats een grotere kerk gebouwd in Kempense gotiek. Men bouwde eerst het priesterkoor en de twee transepten. Eind 15e eeuw werd de 42 meter hoge toren gebouwd en pas daarna werd de ruimte tussen transept en toren opgevuld met het schip. Aldus ontstond een veel grotere kerk, die 17 bij 51 meter mat.
Tijdens de Tachtigjarige Oorlog had de kerk veel onder oorlogshandelingen te lijden, maar in 1640 begon men met het herstel. Het rieten dak werd vervangen door leien, en de oorspronkelijke basilicale vorm werd door een pseudobasilicale vorm vervangen. Op 25 juni 1648 ging de kerk in hervormde handen over. In 1685 werd een raadhuis tegen de kerk aan gebouwd en in 1798 kwam de toren aan de burgerlijke gemeente.
In 1810 werd de torenspits gesloopt, omdat er een semafoor op zou worden geplaatst als onderdeel van de optische telegraafverbinding Amsterdam-Parijs. Met de val van het napoleontisch bewind verdween ook de semafoor. De Franse tijd bracht ook met zich mee dat de katholieken aanspraak op hun vroegere kerk konden maken. In 1822 werd deze aanspraak afgewezen en de kerk bleef in hervormde handen.
In 1843 vond een restauratie plaats, waarbij neoclassicistische elementen werden toegevoegd. Er werd een muur gemetseld tussen koor en schip, en slechts het schip werd nog voor de diensten gebruikt. 
In 1860 werd het gemeentehuisje gesloopt en in 1907 waren er tevens plannen om de kerk te slopen. Door deze plannen ging uiteindelijk een streep, doch de kerk werd verlaten. Er was vanaf 1922 ook geen predikant meer, zodat de kerk werd verlaten en de gemeenteleden in de pastorie bijeenkwamen. 
In 1928 stortte, tijdens een storm, het dak van het bouwvallig geworden schip in. Tussen 1930 en 1932 werden koor en dwarsbeuken hersteld. Ook de torenspits werd herbouwd. Het schip bleef echter in ruïneuze staat. 
In 1973 werd een stichting opgericht om de kerk te redden, tegenwoordig Stichting De Oude Kerk geheten. Deze kreeg de kerk in 1974 in eigendom. Hierna werden restauratiewerken uitgevoerd, het (pannen-)dak kreeg weer leien, en in het interieur werd een tongewelf aangebracht.

## Inventaris
De kerk bezit twee gebedsborden uit 1687, weergevende het Onze Vader en Het Simbolum Apostolorum ofte twaalf artikelen des geloofs. Ze werden geschilderd door Niclaes Verheijden, toentertijd dorpsschoolmeester. Voorts is er een eikenhouten preekstoel uit 1646, ontworpen door Adriaen Damisse, meester-schrijnwerker te Breda. Deze preekstoel werd nog besteld door de katholieken, maar kwam uiteindelijk in de hervormde kerk terecht. Ook bezit de kerk een grafzerk voor pastoor Dierik Willemszoon van Engelen, uit omstreeks 1560.